# Харківська дирекція залізничних перевезень
Харківська дирекція залізничних перевезень — відокремлений структурний підрозділ Південної залізниці з державною формою власності. Створена 1 серпня 2000 року за наказом начальника Південної залізниці.
Основним завданням дирекції є своєчасне і якісне здійснення перевезень пасажирів, вантажів, вантажобагажу, пошти, а також надання послуг з користування спорудами та пристроями для забезпечення потреб у перевезеннях.
Дирекція пропонує повний комплекс експедиторських послуг з перевезень експортно-імпортних вантажів і внутрішніх перевезень в Україні без посередників населенню та стороннім організаціям, а також комплекс послуг пасажирам — попередній продаж проїзних документів, інформаційні довідки, камери схову, кімнати відпочинку, паркування автомобілів, перукарня, тощо.